# 63丁目線
IND63丁目線（IND63ちょうめせん、英: IND 63rd Street Line）およびBMT63丁目線（BMT63ちょうめせん、英: BMT 63rd Street Line）、63丁目クロスタウン、クロスタウン線、あるいはルート131-Aと呼ばれる路線はニューヨーク市地下鉄のINDおよびBMTディビジョンに属する2本の地下鉄路線である。これらの路線はマンハッタンのアッパー・イースト・サイドの63丁目の下を通り、レキシントン・アベニュー-63丁目駅において合流する。
INDの路線では、終日F系統が運行されており、マンハッタンのIND6番街線とクイーンズのINDクイーンズ・ブールバード線を結んでいる。BMTの路線はQ系統が終日走行し、2番街線連絡とも呼ばれて:128、BMTブロードウェイ線とIND2番街線を連絡している。N系統およびR系統の一部の列車がBMT側の路線をラッシュ時に運行する。現行の運行計画では、INDとBMTの路線間を結ぶ列車はない。しかし過去には、1990年代末のマンハッタン橋閉鎖時や運行が乱れたときに路線間の運行が行われたことがある。

## 運行系統と範囲
以下の系統が63丁目線を運行している。
| 運行系統                 | 運行系統     | 通過する路線 | 通過区間  |
| 系統                     | ディビジョン | 通過する路線 | 通過区間  |
| ------------------------ | ------------ | --- | --------- |
|                          | IND          | カルバー線緩行、6番街線緩行、クイーンズ・ブールバード線急行                                                            | IND線全線 |
|                          | BMT          | ブライトン線緩行、ブロードウェイ線急行、2番街線緩行                                                                    | BMT線全線 |
| （ラッシュ時一部の運行） | BMT          | シー・ビーチ線緩行/4番街線急行、ブロードウェイ線急行、2番街線緩行 () 4番街線緩行、ブロードウェイ線緩行、2番街線緩行 () | BMT線全線 |

IND側の路線は、57丁目駅においてIND6番街線からの続きとして始まる。路線は6番街とセントラル・パークの下を走り、東へ向きを変えて63丁目の下を走り、イースト川をくぐる63丁目トンネルを通って、途中ルーズベルト島にルーズベルト・アイランド駅がある。またクイーンズの41番街の下には21丁目-クイーンズブリッジ駅がある。東端では、36丁目駅の西側、ノーザン・ブールバードの下でINDクイーンズ・ブールバード線に合流する。この路線のマイルポストに付された路線記号はTで、南行がT1、北行がT2である。この地下鉄のトンネルのさらに下には、現在はまだ使われていない空間があり、2022年に営業を開始する予定のロングアイランド鉄道のグランド・セントラル駅への乗り入れ計画（イースト・サイド・アクセス）で使われることになっている。
BMT側の路線は、57丁目-7番街駅においてBMTブロードウェイ線の急行線からの続きとして始まり、7番街、セントラル・パーク、そして63丁目の下を走ってから北へ向きを変え、2番街の下に入りIND2番街線に合流する。この路線のマイルポストに記された路線記号はBMT方式のもので、既存の60丁目トンネルおよびBMTアストリア線のG1、G2に関連して、G3、G4となっている。

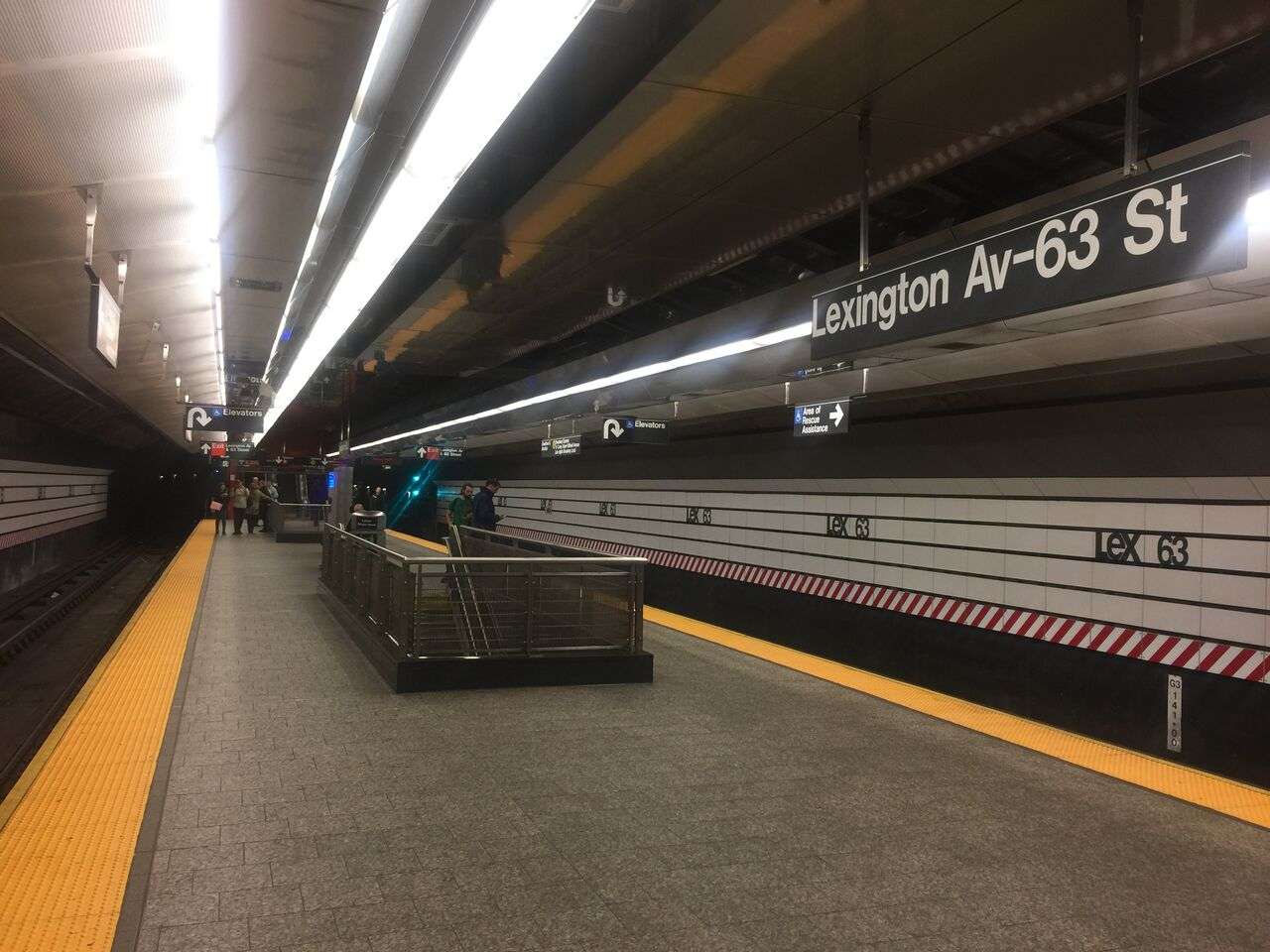
2本の63丁目線はレキシントン・アベニュー-63丁目駅で合流する

レキシントン・アベニュー-63丁目駅のすぐ西側に、2個のシーサスクロスポイント（渡り線）が設置されており、両路線の間で列車が行き来できるようになっている。この渡り線は営業運転には使われていないが、ブロードウェイ線からクイーンズ・ブールバード線へ、6番街線から2番街線へ、あるいは折り返し運転を伴うがクイーンズ・ブールバード線から2番街線へと列車を走らせることができる。

### 運行系統の変遷
この路線の最初の区間は1989年10月29日に開通した。IND側の路線は57丁目駅と21丁目-クイーンズブリッジ駅の間、BMT側の路線は57丁目-7番街駅とレキシントン・アベニュー-63丁目駅の間で開業した。BMT63丁目線は旅客営業には用いられなかった。INDの路線はB系統とQ系統が走り、この時点ではQ系統はマンハッタン橋の修復工事のためにIND6番街線経由で運行されていた。Q系統は21時30分までINDの路線を走り、B系統は深夜と週末に運行した。F系統が1997年まで深夜に運行された。JFKエクスプレスは、1990年4月14日に廃止されたためIND路線を運行したのは短期間のみであった。1995年4月から11月まで、マンハッタン橋修理工事の一環として、日中と週末にマンハッタン橋北側の6番街線用線路を閉鎖し、Q系統はこの期間、BMTブロードウェイ線を経由し、レキシントン・アベニュー-63丁目駅の西側でBMT63丁目線からIND63丁目線へ転線し、クイーンズへと運行した。
1997年5月に、IND6番街線経由で63丁目シャトルが運行開始し、深夜のF系統を置き換えた。1998年2月22日から1999年5月22日まで、IND路線の建設のために、6番街線と63丁目線を結ぶ系統が運行を中断した。B系統とQ系統は57丁目駅までで打ち切られ、深夜帯のシャトルは運行中止となった。この時期、21丁目-クイーンズブリッジ駅とBMTブロードウェイ線の間で異なるシャトルが常時運行していた。1999年5月22日に、B系統とQ系統が21丁目-クイーンズブリッジ駅に運行を再開した。
2001年7月22日に、マンハッタン橋北側の6番街線の線路が閉鎖された。IND路線経由のB系統とQ系統は、6番街線経由の常時運行シャトルに置き換えられた。2001年12月16日に、INDクイーンズ・ブールバード線への63丁目連絡線が公式に開通し、F系統がIND路線を常時経由するように変更され、シャトルを置き換えて現在の運行系統となった。
2017年1月1日に2番街線の最初の段階が開通し、Q系統（BMTブロードウェイ線経由）が延長され、一部のラッシュ時のN系統の途中駅折り返し列車がBMT63丁目線を経由し北へ2番街線連絡となった。2017年に2番街線が開通する以前は、非常時および他路線の建設工事（前述の1995年および1998年の時期）に伴う迂回を除いては、BMT側路線は旅客営業には用いられなかった。1989年から2016年まで、定期運行には用いられていなかったことから、1995年と1998年を除いて、公式の地下鉄地図には掲載されていなかった。2011年以前は、この線路はラッシュ時以外に車両を留置するためにも用いられていた。

## 歴史

### 初期の計画
1963年2月にニューヨークシティ・トランジット・オーソリティは、地下鉄網とどのように接続するかは特定されていなかったものの、76丁目の下にイースト川をくぐる複線の地下鉄を1億3900万ドルで建設することを提案した。1963年5月2日の報告では、トンネルの提案場所は59丁目に変更された。ニューヨーク市長ロバート・ワグナー・ジュニアは5月24日に、61丁目付近にトンネルを「慎重にゆっくりと建設する」ことを示唆した。1963年10月17日に、予算委員会は、建設費3000万ドル、工期7年とする64丁目付近の新たなイースト川河底トンネルを承認した。64丁目は、勾配や曲線が緩和されるため、530万ドル節約できるとされた。
トンネルをどう使うかが特定されていないということに対し、初期の段階から批判があった。1964年12月、市民予算委員会が（63丁目に変更されたトンネルの）プロジェクトについて、「どこにもつながっていない」と言及した。そのうえで委員会は、3本の最終的に採用された接続（57丁目においてブロードウェイ線と6番街線へ、クイーンズ・プラザにおいてクイーンズ・ブールバード線へ）と、1本の採用されなかった接続（IRTレキシントン・アベニュー線へ）を提案した。
64丁目にあるロックフェラー医学研究所の関係者が、大きな建設工事やその後の列車の振動が研究所の建物のとても近くで発生し、研究所の敏感な機材に悪影響を与えたり、実施されている研究の精度を変えたりすることを恐れたため、トンネルの経路は63丁目に変更されることになった。予算委員会は1965年1月14日に、63丁目への変更を予算2810万ドル、工期4年で承認し、地下鉄網への接続の仕方については1966年半ばに完了することが予定されていた検討を待つとした。タイムズ紙では、マディソン・アベニューや2番街の下の新線など「何種類もの接続が検討中である」とした。当局の会長であるジョセフ・オグラディは、「トンネルの建設には、接続線の建設より少なくとも1年以上長くかかる」ので、トンネルと地下鉄への接続線は最終的に同時に完成するだろうと述べた。
1966年に市長のジョン・リンゼイは、61丁目よりも63丁目の建設計画を良いとして承認した。リンゼイ市長は、63丁目にレキシントン・アベニュー/59丁目駅と商業施設内の地下アーケードでつながる新駅を建設することを提案した。しかし、この計画に反対するグループもあり、レキシントン・アベニュー/59丁目駅との乗換がしやすい61丁目のルートを良いとした。63丁目の経路が良いとするグループもあったが、こうした乗換接続を建設すると、既にひどいレキシントン・アベニュー線の混雑がさらに悪化すると述べた。
1966年4月に3番目の線路がトンネル計画に追加された。この線路はロングアイランド鉄道の列車をイースト・ミッドタウンに乗り入れさせるためのもので、ペンシルベニア駅の列車過密を緩和するものであった。1966年8月には、ロングアイランド鉄道の列車は大きすぎて地下鉄の線路を走らせることはできないと判断されたため、4番目の線路が計画に追加された。この修正により、ロングアイランド鉄道の線路は2本となり、地下鉄、ロングアイランド鉄道の双方に専用の線路が確保されることになった。
1967年11月の住民投票で25億ドルの交通債券発行が承認され、1968年初頭にはプログラム・フォー・アクションの計画の下、トンネルの使用法の詳細な計画が提示された。この計画には多くのプロジェクトが含まれていたが、トンネル関連の提案としては以下のようなものがあった。
- 63丁目-南東クイーンズ連絡線の3区間。地下鉄とロングアイランド鉄道の双方が使う2層の63丁目トンネル、ノーザン・ブールバードとフォレスト・ヒルズ-71番街駅の間でロングアイランド鉄道本線に沿って走るINDクイーンズ・ブールバード線のバイパス急行線、ロングアイランド鉄道アトランティック支線の敷地に沿って走るクイーンズ・ブールバード線の支線。
- 北東クイーンズへ、ニューヨーク市立大学クイーンズ校およびキッセナ・ブールバード（英語版）へのロングアイランド急行線、さらにのちにスプリングフィールド・ブールバード（英語版）へ延長。
- 東部クイーンズへ、ホリスの188丁目まで結ぶアーチャー・アベニュー線。
- 63丁目線と複数の接続を有するIND2番街線。

この提案は、いくつかの修正を経て、1968年9月21日に予算委員会の承認を得た。

### 建設
63丁目線の計画は1969年6月3日に予算委員会の承認を得た。起工式は、クイーンズブリッジ・パークのバーノン・ブールバードと21丁目の交差点で1969年11月24日に開催され、トンネル工事はクイーンズから西へ、そしてウェルフェア島（現在のルーズベルト島）から両方へ向けて開始された。38フィート（約12メートル）四方の4本の組み立て済みトンネル部品がイースト川の下に設置され、最初のものは1971年5月に現地に運ばれた。最初の区間は1971年8月29日に所定の場所に降ろされ、最後の区間は1972年3月14日に設置された。2層構造で全長3,140フィート（約960メートル）のイースト川河底トンネルは、各部分の接続が行われて、1972年10月10日に貫通した。
この路線のセントラル・パークを通過する区間は、1,500フィート（約460メートル）にわたって開削工法でのトンネル工事が必要となるため議論を呼んだ。セントラル・パークに大きな溝を掘ることになるためである。マンハッタン第8コミュニティ委員会は、構成員がプロジェクトの影響に関する意見を述べるための会合を1970年5月に開催した。翌月、リンゼイ市長は技術者たちに対して、プロジェクトの影響を軽減する方策を検討した報告書を作成するように命じた。この報告書は1971年1月に公表され、影響軽減のためにセントラル・パークの下でトンネルボーリングマシンを使う方法を提案した。1971年2月にニューヨークシティ・トランジット・オーソリティは新聞広告で、セントラル・パーク地下にトンネルを建設する入札を公示した。その広告の3日後、当局はコミュニティの反対を受けて撤回した。同月、当局は当初提案されていた75フィート（約23メートル）の溝幅を半分に減らして、影響を受ける公園の面積を半分にすることで最終的に合意した。当局はまた、提案の地下鉄トンネル経路の上にあるヘックシャー・アドベンチャー遊園に対して、建設期間を3年から2年に短縮し、建設中の一時的な遊園を近くに造ることで、影響を緩和することでも合意した。3月に当局は再度入札を公示した。既存のブロードウェイ線、6番街線に接続する区間は1973年10月11日に貫通した。5番街からパーク・アベニューまでの区間の工事は1974年8月に着工された。これには通りの下に45フィート（約14メートル）の高さの穴を掘る工事が含まれていた。
1975年3月20日、エイブラハム・ビーム市長は計画の大幅な削減を発表した。南東クイーンズへの延長は1981年まで延期、63丁目トンネル下層を使ったロングアイランド鉄道の延長は無期限延期となった。しかし、クイーンズ・ブールバード急行線とアーチャー・アベニュー線のパーソンズ/アーチャーまでの延長は依然として建設することになっていた。これらのクイーンズでのプロジェクトは、削減されたとはいえ、建設のかなりの段階まで進んでいたことから、優先度を高くつけられた。
1976年1月までに、トンネルは95パーセントまで完成していた。5月には、レキシントン・アベニュー駅の近くで木を切ることに対して抗議して、住民たちが事業用の坑道に飛び込んだため、一時的に建設が中断された。連邦判事が5月13日に建設中断命令を発行したが、5日後に建設続行を許可する新たな命令を発行した。3週間に及ぶ抗議ののち、5月25日に工事は再開され、結局木は切り倒された。
1976年夏に当局は、「新たなマンハッタン-クイーンズ幹線をセントラル・パークから63丁目トンネル経由でジャマイカまで完成させるには、さらに5年か6年かかり、1987年か1988年までかかる」と発表した。この遅延の主な原因は、5.8マイル（約9.3キロメートル）におよぶ急行線によるもので、一方アーチャー・アベニュー線の3駅についてはより早く完成すると見込まれていた。一時的な方策として、クイーンズ・プラザ駅に隣接してノーザン・ブールバードに新駅を1983年または1984年までに開業できるとして、提案した。しかし、連邦政府の資金も欠けていたため、これもすぐに完成させることはできなかった。この時点までで、63丁目線とアーチャー・アベニュー線を合わせて全部で7駅になる予定であった。この時点では、これらの2本の路線は63丁目-南東クイーンズ線という同じ系統の一部であった。
この路線のマンハッタン側の区間は1976年に完成した。タイムズ紙は以下のように言及した。
セントラル・パークの地下に不気味に静かな2本の線路がある。これまでの230マイル（約368キロメートル）の路線網では使われていなかった先進の設備、溶接されたレール、蛍光灯照明、レール下のゴムパッドなどが採用された。

これらのトンネルは1976年に完成した。今年、請負業者は30万ドルをかけてセントラル・パークの2階建てのオフィスを取り壊し、5番街近くのフェンスを撤去し、これまでに壊してしまった木々と鳥小屋を復旧する。

トンネル完成から5年となる1981年までに、交通当局はこのトンネルを使用開始したいとしている。この新しい静かな線路は、車両の留置に使われる予定である。

#### ズーヨークの壁
ズーヨークの壁は、1970年代にストリートアーティストらが自分たちの絵を描いた、セントラル・パーク内を走るこの路線の区間にある落書きされた壁である。ニューヨークシティ・トランジット・オーソリティが、セントラル・パーク動物園の地下を走る63丁目線の現場に無断で入れないように封鎖するために、1971年に造られた一時的な壁であった。名前は当初は63丁目トンネルであったが、続いてズーヨークトンネルと呼ばれるようになった。1971年から1973年にかけてのトンネル建設中には、このトンネルはセントラル・パーク周辺をうろついていた初期の地下鉄アーティストたちの集合場所となっており、落書き集団のソウル・アーティスト創始者ALIによってズーヨークと名付けられた。ニューヨークにある動物園（ズー）ということで、ズーヨークと名付けられたものである。
磨かれたアルミニウムの壁は、スプレーやインクを弾くように期待されていたが無駄であり、10代の落書き書き手たちに対しては、建設中に壁を乗り越えてトンネル内に入り込むのを阻止する効果もほとんどなかった。また落書きの書き手たちは、建設現場の周囲に張り巡らされた壁に印をつけることで、それぞれの領域を明確化した。1973年に地下鉄が完成すると、このズーヨークの壁は取り壊された。
当時のセントラル・パーク動物園は、19世紀の古典的な見世物型の動物園であり、露天の檻に入れられた動物たちが、閉じ込められた領域の外の世界を知らないながらも、常に逃げ出そうと思いながら神経質に棒の上を行ったり来たりするものであった。ALIは、自分自身も含めて、自由な社会に生きる「野生」のティーンエイジャーたちが、深く暗い地下の穴に心の底から集まりたがることと、動物園の状況を対比した。この倒錯した都市心理学を考察し、ALIはすべての都市部の住民たちは、小さなアパート、事務所、地下鉄の電車やそれに類するものに閉じ込められたがる障害を持っており、ニューヨークの街そのものが「ニューではなくズー」であると宣言し、トンネルそのものをズーヨークを名付けることになった。

### 未使用のトンネル
1978年5月にタイムズ紙は、「数年前に、長く交通問題に苦しんできたクイーンズの住民たちのために40マイル（約64キロメートル）の新しい地下鉄路線として始まったものが、15マイル（約24キロメートル）に削減され、何年も予定より遅れており、当初の推定より2倍以上の費用がかかる…、この路線は1フィート（約30センチメートル）あたり10万ドルかかり、とても短く、あまり多くない利用者にしか使われない」と記した。この記事では、クイーンズの急行線計画は「早くても1988年」に延期されたとし、進捗しているのは63丁目線のノーザン・ブールバードまでで、これに加えて「アーチャー・アベニューに沿った短区間」であるとした。63丁目線の開業時期は1985年を見込んでいた。この計画は、クイーンズ・ブールバード線の利用者が、クイーンズ・プラザ駅で降りてノーザン・ブールバードの新しい駅まで1ブロック歩いて再び地下鉄に乗るだろうという考えに依存しているものであった。当局は、この乗換は1日11,000人に達すると見積もっていた。
1980年10月までに、当局は両方のプロジェクトを停止し、既存の地下鉄網の維持に費用を使うと決定した。この時点までに、アーチャー・アベニュー線のプロジェクトは1984年に完成が見込まれており、63丁目線は1985年であった。タイムズ紙は、この時点で63丁目トンネルの下層部は、「当局はこのトンネルが使われることはないだろうと知っていながら」、依然として建設中であるとした。メトロポリタン・トランスポーテーション・オーソリティ (MTA) 会長のリチャード・ラヴィッチは、工事を止めるのは不可能か、後続の地下鉄区間の建設が非現実的になるくらい高くつくと述べた。この区間は、上にある地下鉄トンネルを支えるという構造上の理由で、完成させるべきであるとした。これは、「どこにもつながらないトンネル」であると表現された。
1979年にニューヨーク市交通局と運営委員会は新路線計画の再検討を開始した。クイーンズ交通代替検討が実施され、18の計画を評価し、そのうち5つの計画をさらに詳しく評価するべきであるとした。MTAは1983年の春に地域コミュニティに5つの案を公表した。提案は、この路線をそのままにしてロングアイランドシティに終点を置くものから、1960年代の当初の計画通り63丁目線をロングアイランド鉄道本線につなぐというものまでさまざまで、後者は当時で費用が10億ドルに達すると推定された。21丁目-クイーンズブリッジ駅では、地下鉄網への接続ができなければ、1984年の時点での利用客数推定は1時間当たり220人であるとされた。連邦都市交通局とMTAは1984年5月に、代替評価/概略環境影響明細として公式にこれらの評価を行った。MTAは、この路線をより有用なものとするため、4つのオプションを検討していた。
1. クイーンズ急行線: 63丁目線をロングアイランド鉄道本線に沿ってフォレスト・ヒルズ-71番街駅まで延長する。1998年に完成し、9億3100万ドルかかる。これは1968年のプログラム・フォー・アクションの計画において提案されていた当初案である。これはまた、E系統とF系統の急行の旅客と輸送力の双方を増やす唯一の案であるとMTAは考えていた。ノーザン・ブールバードに提案されていた駅では、クイーンズ・プラザ駅とつなぐ乗換コンコースにより、各駅停車、急行、そしてバイパス線の列車の間で乗換ができることになっていた[57][58]。
2. ノーザン・ブールバードの下でクイーンズ・ブールバード線の緩行線に接続する。この案はもっとも早い1993年までに完成し、もっとも距離が短く（29丁目とノーザン・ブールバードの間で1,500フィート、約450メートル）、2億2200万ドルともっとも安価であるとされた[57][58]。しかし、地下鉄網でもっとも混雑しているクイーンズのE系統、F系統は、こうした接続ではまったく輸送力を増強することができず[61]、63丁目線は線路容量の3分の1ほどしか列車を走らせられず、加えて路線の将来の延長可能性を減じてしまうことになる。さらに、G系統の列車を、クイーンズ・ブールバード線の緩行線に直通して運行していたのを、コート・スクエア駅で打ち切る必要が出る[58]。この案に似たものが最終的に採用され、F系統は混雑緩和のために63丁目線経由に変更され、G系統はコート・スクエア駅以北で打ち切られることになった（下記参照）[62][63][64]。
3. 63丁目線をサニーサイド車両基地（英語版）経由でロングアイランド鉄道モントーク支線に乗り入れ、ジャマイカのアーチャー・アベニュー線下層に直接向かう。クイーンズのモントーク支線は現状貨物輸送に用いられており、旅客輸送は1998年に廃止されたが、この案では改良と電化工事が実施されることになっていた。モントーク支線は、121丁目駅のすぐ西のルファーツ・ブールバードでBMTジャマイカ線に合流し、BMT側のアプローチ線を使ってアーチャー・アベニュー線に入ることになっていた。ジャマイカ線はブルックリンのクレセント・ストリート駅までに短縮され、残りの区間はバスで置き換えられる。新しい駅がサニーサイド・ヤード内のトムソン・アベニュー、フレッシュ・ポンド・ロード（かつてのフレッシュ・ポンド駅（英語版）の位置）、ウッドヘイブン・ブールバード（かつてのリッジウッド駅（英語版）の位置）に設けられることになっていた。モントーク支線の廃止されたリッチモンド・ヒル駅（英語版）を改良し、プラットホームを延長して地下鉄の営業に用いる構想であった。ロングアイランド鉄道は、深夜には貨物運行のために線路を専有する。この計画案は5億9400万ドルかかり、1997年までに開業するとされたが、計画自体に踏切を除去するための新たなオーバーパスやアクセス道路が含まれていたのにもかかわらず、モントーク支線沿線住民が路線上に複数ある踏切で通過列車の増加や危険性を恐れて反対した[57][58]。
4. サニーサイド・ヤード内に設ける新たな地下鉄・ロングアイランド鉄道のターミナル駅トムソン・アベニューまで路線を延長する。クイーンズ・プラザ駅まで歩いて乗換ができるとともに、モントーク支線経由でローズデール駅（英語版）やクイーンズ・ビレッジ駅まで設定する新たなロングアイランド鉄道の列車に乗換できる。ロングアイランド鉄道は改良され、立体交差化と電化されることになっていた。リッチモンド・ヒル駅は新たなロングアイランド鉄道の列車のために改造されることになり、ホリス駅とクイーンズ・ビレッジ駅は2面の対向式プラットホームから1面の島式プラットホームに改築されることになっていた。この計画は4億8800万ドルかかり、完成は1995年で、これもまたモントーク支線沿線の住民に反対された[57][58]。

クイーンズ中央部にあるグレンデール、リッジウッド、ミドル・ビレッジといったコミュニティは、その傍を走るモントーク支線にかかわる提案すべてに強く反対した。最終的に賛同が得られた計画は、2億2200万ドルと最低8年の工期でINDクイーンズ・ブールバード線の緩行線にトンネルをつなぐものであった。これにより1時間当たり16,500人の旅客が利用すると推定された。この案は、何もしないということ以外ではもっとも安いものであった。MTAの取締役会は1984年12月14日にこの案を承認した。ロングアイランドシティまでの区間は1985年末までには開通するとされた。
1985年6月までには、このプロジェクトは再び遅れ始めた。
14年間にわたって建設中であり、今年後半には開通することになっていた地下鉄の63丁目トンネルは、深刻な問題を抱えており、期限通りに開通しないと、交通当局の関係者が昨日語った。

関係者によれば、マンハッタンとクイーンズを結ぶトンネルの一部区間は6フィート（約1.8メートル）におよぶ水が溜まっている。他の部分では、桁が錆び電気設備が腐食している。

関係者は、6億ドルをかけた設備がいつ使用開始できるか、修繕にどの程度の費用がかかるかについて、公式には予想を示さなかった。
トンネルの構造上の整合性を査定する業者が2社雇われ、開業の遅延は2年と見積もられた。連邦政府は、「トンネル建設の完全に不適切な管理」を理由として、1985年7月にトンネル建設への3100万ドルの提供を控えることになった。1985年8月に、上院議員のアル・ダマトの強い要求により、「建設管理の慣習に関する問題」として、63丁目線とアーチャー・アベニュー線への連邦政府の出資を中断することになった。2件のプロジェクトはほぼ10億ドルがかかっており、このうち連邦政府が63丁目線に5億3000万ドル、アーチャー・アベニュー線に2億9500万ドルを提供していた。

### 開業
1987年まで、MTAの契約業者はトンネルは構造的に健全であると結論を出したが、連邦政府の資金は再開されないままであった。1987年2月6日に、MTAは1989年10月までにトンネルが開通させる新たな計画を承認した。また当局は、5億5000万ドルをかけて、INDクイーンズ・ブールバード線急行線・緩行線の双方につなぐ1,500フィート（約450メートル）の連絡線を提案した。この計画では、クイーンズ・ブールバード線は逆方向の信号を出せるようにされ、朝ラッシュ時には4本の線路のうち3本をマンハッタン行きの列車に使い、夕ラッシュ時には逆にすることになっていた。計画のこの部分は1990年代以前には始まらないことになっていた。
1987年6月に、連邦政府はプロジェクトの評価を完了した。政府の雇った検査官がトンネルは健全であると判断し、63丁目線とアーチャー・アベニュー線に6000万ドルの最終的な資金を解放することになったことから、「先週、MTAの63丁目トンネル『どこにもつながらないトンネル』の出口にわずかながら明かりが見え始めた」とタイムズ紙が報じた。
この延伸線を最初に走った列車は、レールの研削を行う非営業車両で、1989年8月1日のことであった。
20年に及ぶ建設の末に、1か月の試運転が始まり、8億9800万ドルのかかった双方の路線は1989年10月29日に、レキシントン・アベニュー/59丁目、ルーズベルト・アイランド、21丁目-クイーンズブリッジの新駅とともに開業した。INDの路線は、平日にQ系統が、週末にB系統が運行された。1,500フィート（約450メートル）の長さのクイーンズ・ブールバード線接続線は、この時点では建設開始されていなかった。この時点では、BMT側の路線は使用されていなかった。この路線は、将来IND2番街線と接続して、アッパー・イースト・サイドからロウアー・マンハッタンまでの列車を走らせるために建設されたものであった。1995年5月から11月まで、マンハッタン橋の北側の線路が改良工事のために日中と週末に閉鎖され、Q系統の列車はこの時期ブロードウェイ線経由となっていた。BMT63丁目線を使ってIND63丁目線に入り、レキシントン・アベニュー/59丁目駅、ルーズベルト・アイランド駅、21丁目-クイーンズブリッジ駅へと運行した。1998年2月から1999年5月までIND側の路線の改良工事に際しては、63丁目シャトルが設定され、この路線を経由して21丁目-クイーンズブリッジ駅と57丁目-7番街駅を結び、のちにさらに34丁目-ヘラルド・スクエア駅まで延長された。1998年から1999年にかけての改良工事は、線路の枕木の欠陥により8年間の使用で傷んでしまったレールを交換するものであった。枕木は、「薄くエポキシと砂のパッド」を使った「革新的な」設計であるとされたが、これがレールの基底面を傷めてしまった。

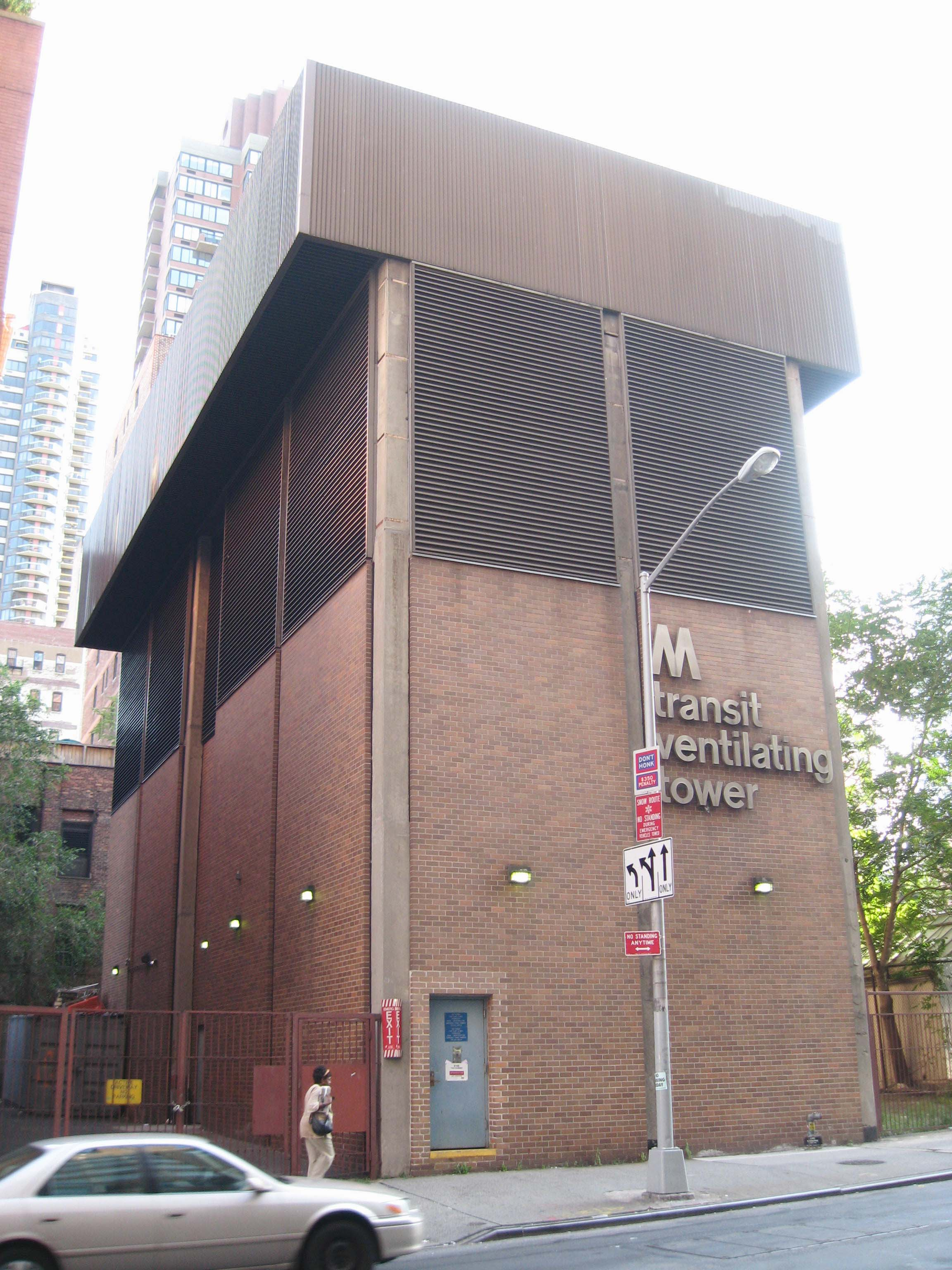
マンハッタンの換気塔（2番街・東63丁目）
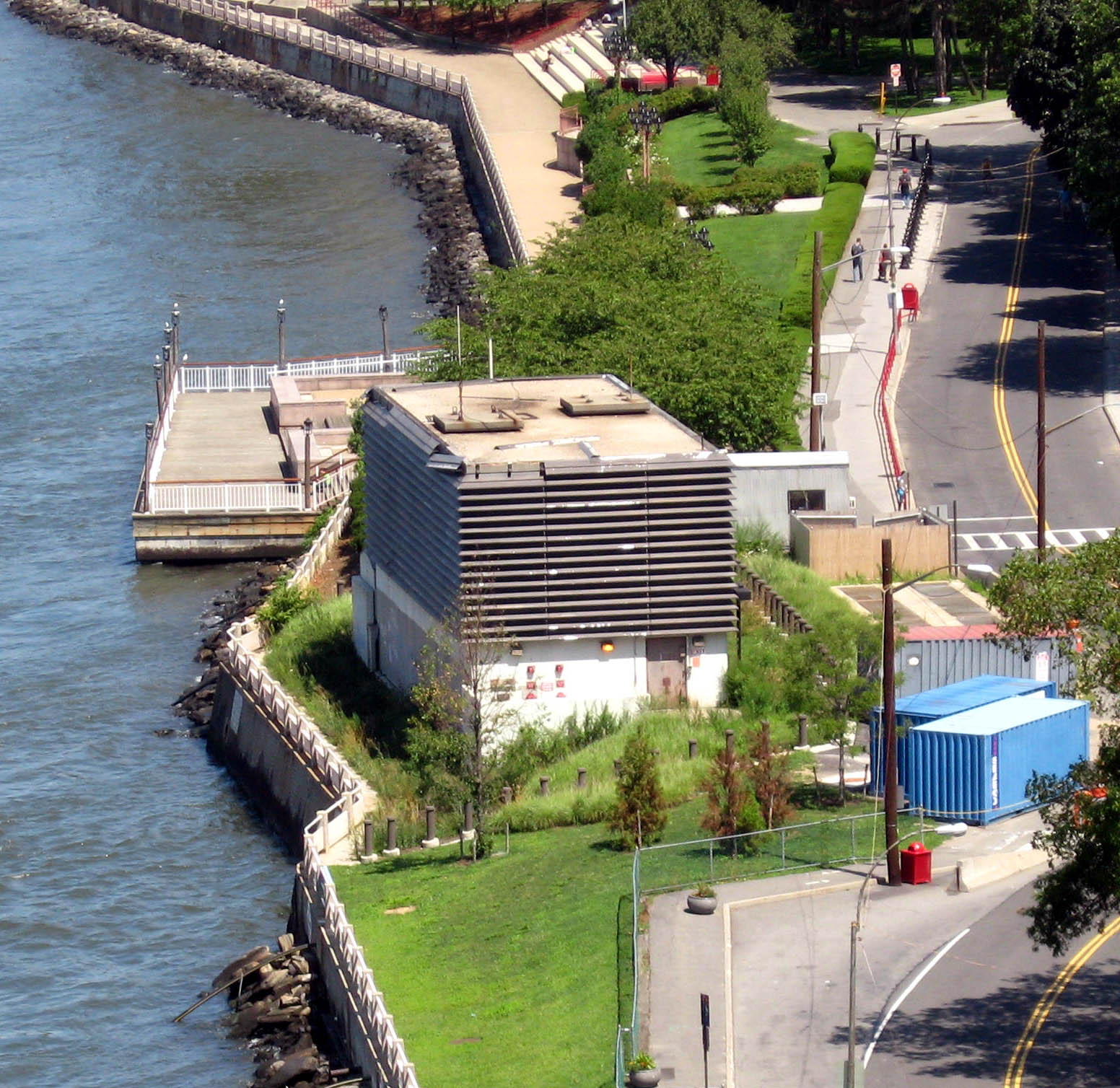
ルーズベルト島の換気建屋
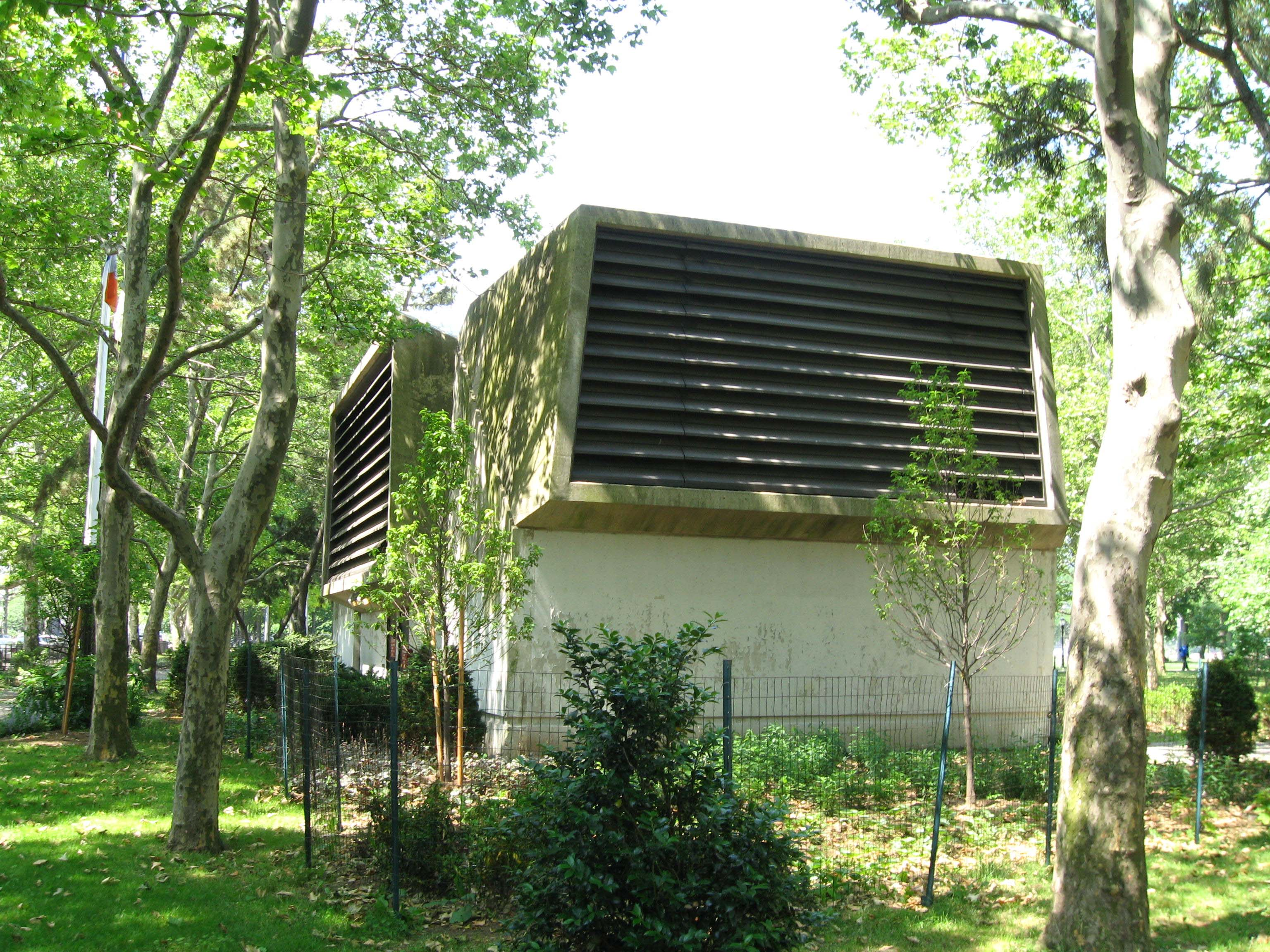
クイーンズ側の換気設備

### クイーンズ・ブールバード線連絡
INDクイーンズ・ブールバード線への連絡線の計画は1990年12月に始まり、1992年12月に最終設計契約が結ばれた。緩行線のみに接続するというものと、緩行線と急行線の両方に接続するという、2件の選択肢が評価された。このプロジェクトの目的は、クイーンズ・ブールバード線の容量を33パーセント増やし、21丁目-クイーンズブリッジ駅の行き止まり線を除去することであった。またサニーサイド車両基地を通じたバイパス線を将来建設できるように、準備工事も実施された。
1994年9月22日に着工した。21丁目-クイーンズブリッジ駅からクイーンズ・ブールバード線への残りの区間は6億4500万ドルがかかった。2000年12月に、建設のために63丁目連絡線の列車の迂回が開始された。この連絡線は2001年1月までに開通すると見込まれた。しかし、2001年9月11日のアメリカ同時多発テロ事件によって開業は遅れることになった。2001年12月16日に使用を開始し、F系統の列車が常時63丁目線に運行されるようになった。
この建設プロジェクトでは、下層にあるロングアイランド鉄道用トンネルも延長し、換気設備を統合し、下水用サイフォンを50フィート（約15メートル）下げ、既存の路線の部品の交換をし、地下水を緩和し、この区間を営業していた列車を迂回させ、クイーンズ・ブールバード線に進入する区間を6線に拡大した。この連絡線により、マンハッタンから過密となっていたクイーンズ・ブールバード線に達する新たな経路ができ、マンハッタンとクイーンズの間を運行する列車本数を増加させることができるようになった。F系統の列車が63丁目線を通るようになり、53丁目トンネル（クイーンズ・ブールバード線）を経由する系統は、新たに6番街線とクイーンズ・ブールバード線を通って設定された各駅停車のV系統になった。この系統は、M系統の列車の延長によって置き換えられて、廃止されていたものであった。

### 2番街線接続

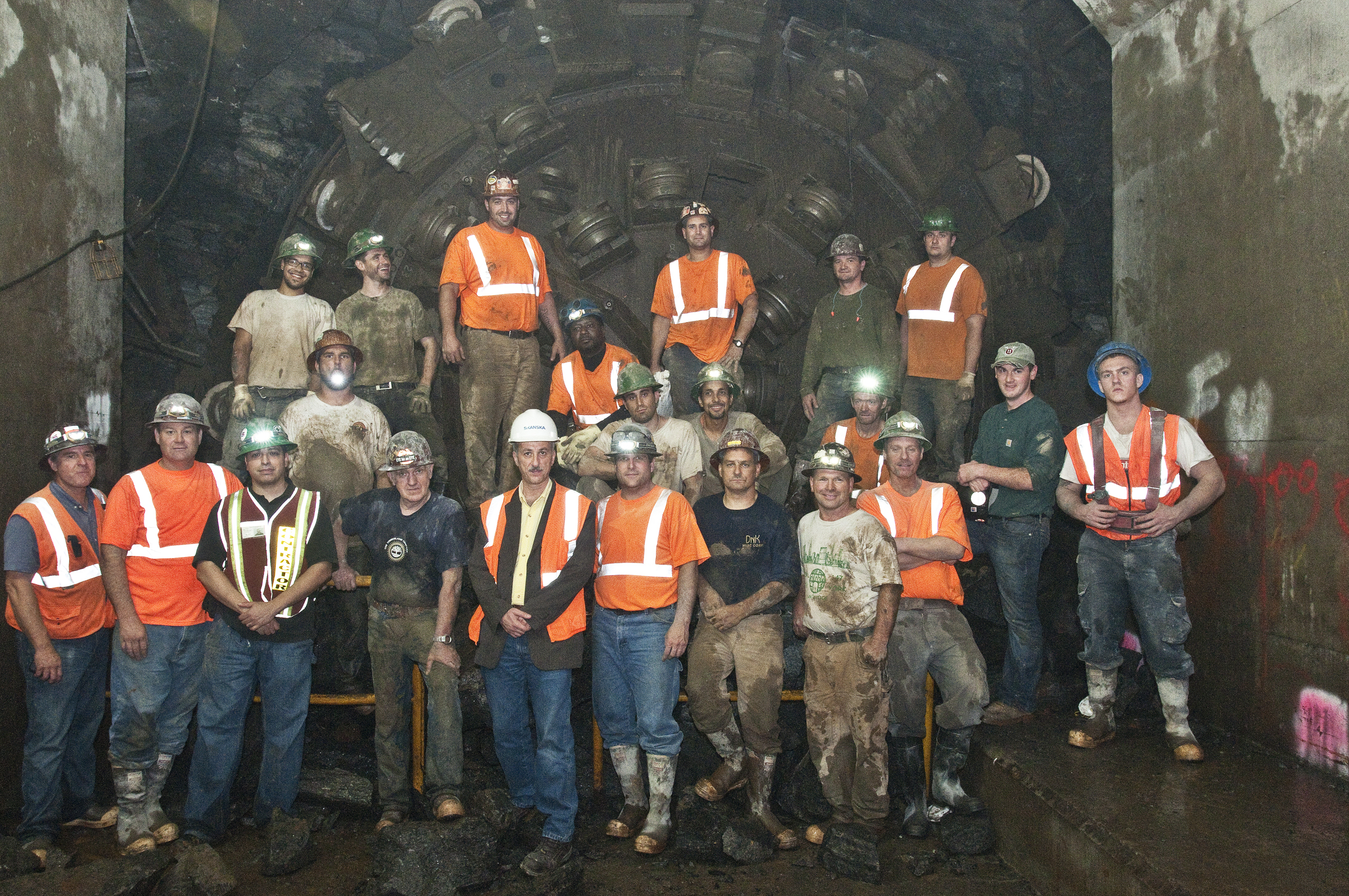
IND2番街線のトンネルボーリングマシンがBMT63番街線に到達したことを祝う作業員

63番街線は、IND2番街線をBMTブロードウェイ線、IND6番街線およびクイーンズへと連絡する構想となっていた。BMT63丁目線が2番街線の北側から直接ブロードウェイ線につなぐことになっていた。IND2番街線の建設は1972年に始まっていたが、ニューヨーク市の財政危機により1975年に中断された。この結果として、BMT63丁目線は完成せず、レキシントン・アベニュー-63丁目駅で唐突に終点となっていた。2007年に2番街線の建設が再開され、2011年にはレキシントン・アベニュー-63丁目駅の拡張・改修工事が始まり、2番街線への連絡を完成させることになった。この改良工事により、プラットホームに建てられていた壁が撤去され、3番街側への新たな出入口が建設された。2番街線第1段階のトンネルを建設するために用いられたトンネルボーリングマシンは2011年9月22日にBMT63丁目線の下層への壁を掘りぬいた。
2017年1月1日に2番街線第1段階区間が開通し、Q系統とN系統がセントラル・パーク地下を抜けて東にレキシントン・アベニュー-63丁目駅に達し、そこから北に向きを変えて2番街線へと運転するようになった。これによりBMTブロードウェイ線からアッパー・イースト・サイドへ直通運行されるようになった。2層構造になっている同駅では、IND/BMTの63丁目線同士で対面乗換ができるようになった。北行の列車が下層階を、南行の列車が上層階を使う。
現状では予算が付いていない2番街線の第3段階では、IND63丁目線から2番街線へ南向きに、独立した連絡を設けることが提案されている。この連絡線ができれば、INDクイーンズ・ブールバード線から来た列車が2番街線に直通し、ミッドタウンやロウアー・マンハッタンへと達することができるようになる。しかし、MTAには現状ではこの連絡線を通じて旅客列車を走らせる計画がなく、非営業列車の回送にのみ用いられる予定であり、追加の系統を設定できるほどクイーンズの地下鉄輸送量が増加すれば、こうした旅客輸送も可能となる見込みである。

## 駅一覧
| 凡例                                    | 凡例                         |
| --------------------------------------- | ---------------------------- |
| Stops all times                         | 終日停車                     |
| Stops all times except late nights      | 深夜を除き終日停車           |
| Stops weekdays only                     | 平日のみ停車                 |
| Stops rush hours only                   | ラッシュ時のみ停車           |
| Stops rush hours in peak direction only | ラッシュ時の混雑方向のみ停車 |
| 時間帯詳細                              |                              |

| バリアフリー・アクセス                                                | 駅                                                                    | 停車列車                                                              | 開業日                                                                | 乗換および備考 |
| INDクイーンズ・ブールバード線からの分岐としてIND63丁目線開始（F <F>） | INDクイーンズ・ブールバード線からの分岐としてIND63丁目線開始（F <F>） | INDクイーンズ・ブールバード線からの分岐としてIND63丁目線開始（F <F>） | INDクイーンズ・ブールバード線からの分岐としてIND63丁目線開始（F <F>） | INDクイーンズ・ブールバード線からの分岐としてIND63丁目線開始（F <F>） |
| --------------------------------------------------------------------- | --------------------------------------------------------------------- | --------------------------------------------------------------------- | --------------------------------------------------------------------- | --- |
| バリアフリー・アクセス                                                | 21丁目-クイーンズブリッジ駅                                           | F <F>                                                                 | 1989年10月29日                                                        | |
| 63丁目トンネル                                                        |                                                                       |                                                                       |                                                                       | |
| バリアフリー・アクセス                                                | ルーズベルト・アイランド駅                                            | F <F>                                                                 | 1989年10月29日                                                        | |
| 63丁目トンネル                                                        |                                                                       |                                                                       |                                                                       | |
| BMT63丁目線がIND2番街線からの分岐として開始（N Q R ）                 |                                                                       |                                                                       |                                                                       | |
| バリアフリー・アクセス                                                | レキシントン・アベニュー-63丁目駅                                     | F <F> N Q R                                                           | 1989年10月29日 (IND) 2017年1月1日 (BMT)                               | メトロカード利用者はIRTレキシントン・アベニュー線レキシントン・アベニュー/59丁目駅（4 5 6 <6>）へ乗換可能 メトロカード利用者はBMTブロードウェイ線レキシントン・アベニュー/59丁目駅（N R W ） |
| 渡り線（定期使用なし）                                                |                                                                       |                                                                       |                                                                       | |
| IND63丁目線はIND6番街線に合流（F <F>）                                |                                                                       |                                                                       |                                                                       | |
| BMT63丁目線はBMTブロードウェイ線急行線に合流（N Q R ）                |                                                                       |                                                                       |                                                                       | |